# Winard Harper
Hiram Winard Harper (4. juni 1962 i Baltimore USA) er en amerikansk jazztrommeslager.
Harper har spillet med Dexter Gordon,Johnny Griffin og Betty Carter. I 1988 dannede han sammen med sin bror Philip Harper på trompet, gruppen The Harper Brothers, som blev opløst i 1993.
Harper har siden ledet og indspillet med egne grupper. Han spiller i moderne jazzstil, og er klanglig og lydhør i sin stil.

## Eksterne kilder og henvisninger
- diskografi på Winard Harper på allmusic.com